# Monopeltis vanderysti
Monopeltis vanderysti — вид плазунів з родини амфісбенових (Amphisbaenidae). Мешкає в Центральній Африці.

## Підвиди
Виділяють два підвиди:
- Monopeltis vanderysti vanderysti de Witte, 1922;
- Monopeltis vanderysti lujae de Witte, 1922.

## Поширення і екологія
Monopeltis schoutedeni мешкають на заході Демократичної Республіки Конго та на півночі Анголи. Вони живуть в саванах та на плантаціях.